# Park Sung-baek
Park Sung-baek (Koreaans: 박성백; Seoel, 27 februari 1985) is een Zuid-Koreaans voormalig baan- en wegwielrenner die onder meer reed voor KSPO Bianchi Asia Procycling.

## Carrière
Park deed namens Zuid-Korea mee aan de wegwedstrijd op de Olympische Spelen in Peking, waar hij op plek 87 eindigde. Vier jaar later reed hij de wegwedstrijd niet uit.

## Baanwielrennen

### Palmares
| Jaar | Z-KK | AK                                 | WK | Overig                                                 |
| ---- | ---- | ---------------------------------- | -- | ------------------------------------------------------ |
| 2005 |      | Ploegenachtervolging · Afvalkoers  |    |                                                        |
| 2006 |      | Ploegenachtervolging · Ploegkoers  |    | Aziatische Spelen: · Ploegenachtervolging · Ploegkoers |
| 2011 |      | Ploegenachtervolging · Puntenkoers |    |                                                        |
| 2012 |      | Ploegenachtervolging               |    |                                                        |
| 2013 |      | Ploegenachtervolging               |    |                                                        |

## Wegwielrennen

### Overwinningen
2004
4e en 5e etappe Ronde van Hokkaido
2005
4e etappe Ronde van Siam
1e etappe Ronde van Korea
2006
2e en 6e etappe Ronde van Thailand
2007
4e en 5e etappe Ronde van Oost-Java
1e etappe Ronde van Hong Kong Shanghai
 Zuid-Koreaans kampioen op de weg, Elite
1e, 3e, 5e, 7e en 9e etappe Ronde van Korea
Eindklassement Ronde van Korea
2008
 Zuid-Koreaans kampioen op de weg, Elite
2010
2e etappe deel A Ronde van Singkarak
1e en 4e etappe Ronde van Hokkaido
2011
1e etappe Ronde van Taiwan
2012
6e etappe Ronde van Korea
Eind- en bergklassement Ronde van Korea
2013
2e etappe Ronde van Japan
2014
Puntenklassement Ronde van de Filipijnen
8e etappe Ronde van Korea
2015
5e en 6e etappe Ronde van Thailand
2016
5e etappe Jelajah Malaysia
Puntenklassement Jelajah Malaysia

## Ploegen
- 2005 –  Giant Asia Racing Team (vanaf 25-6)
- 2008 –  Seoul Cycling
- 2009 –  EQA-Meitan Hompo-Graphite Design
- 2010 –  KSPO
- 2011 –  KSPO
- 2012 –  KSPO
- 2013 –  KSPO
- 2014 –  KSPO
- 2015 –  KSPO
- 2016 –  KSPO
- 2017 –  KSPO Bianchi Asia Procycling
- 2018 –  KSPO Bianchi Asia Procycling
- 2019 –  UijeongBu Cycling Team
- 2020 –  Gapyeong Cycling Team
- 2021 –  Gapyeong Cycling Team
- 2022 –  Gapyeong Cycling Team

Choi · Kang · Kim D. · Kim J. · Kwon · Lee · Park · Seo